# Анисимова, Светлана Евгеньевна
Светла́на Евге́ньевна Ани́симова (род. 11 апреля 1985 года, Липецк) — российская сноубордистка, выступающая в сноуборд-кроссе и акробатических дисциплинах. Многократный призёр Сурдлимпийских игр, заслуженный мастер спорта. Чемпионка и бронзовый призёр чемпионата мира (2013), бронзовый призёр чемпионата Европы (2012), победительница и призёр чемпионатов России по сноуборду (спорт глухих).

## Награды и спортивные звания
- Благодарность Президента Российской Федерации (8 апреля 2015 года) — за выдающийся вклад в повышение авторитета Российской Федерации и российского спорта на международном уровне и высокие спортивные достижения на XVIII Сурдлимпийских зимних играх 2015 года[3].
- Заслуженный мастер спорта России (2015).